# Água Alsietina
Água Alsietina (em latim: Aqua Alsietina), conhecido também como Água Augusta (em latim: Aqua Augusta), é o mais antigo dos dois aquedutos romanos vindos do oeste, construído por volta de 2 a.C. por Augusto. Era o único capaz de suprir a região do Transtiberim, na margem direita do Tibre.

## História
Sua fonte principal era um lago ao norte de Roma chamado Lago Alsietino (em latim: Lacus Alsietinus), atualmente conhecido como Lago di Martignano, com algum complemento do Lacus Sabatinus (Lago di Bracciano). O comprimento, quase todo subterrâneo, é de 22 172 passos (cerca de 32,8 km), com 358 arcos no trecho acima da superfície.
Contudo, a água coletada não era apropriada para o consumo humano e Augusto utilizava a água para encher sua naumaquia na Regio XIV Transtiberim, que servia para encenar batalhas navais para o imperador e para o público romano. O excesso era utilizado para irrigar os jardins e campos na região.
Em sua obra "De aquis urbis Romae" (97 d.C.), em dois volumes, Frontino atribuiu-lhe um volume pífio de água, o que indica que a naumáquia já não estava mais em uso quando ele escreveu sua obra. Traços do aqueduto foram descobertos em 1720 e uma laje de pedra inscrita foi encontrada em 1887 perto da Via Cláudia, o único registro escrito da Água Alsietina.
A fonte da Água Paula, em Roma, construída pelo papa Paulo V, anuncia, erroneamente em seu arco triunfal, que "Paulo V reformou os antigos canais da Água Alsietina". Na realidade, os engenheiros do papa reconstruíram a Água Trajana, que seguia próximo da Água Alsietina.

## Galeria

Imagens
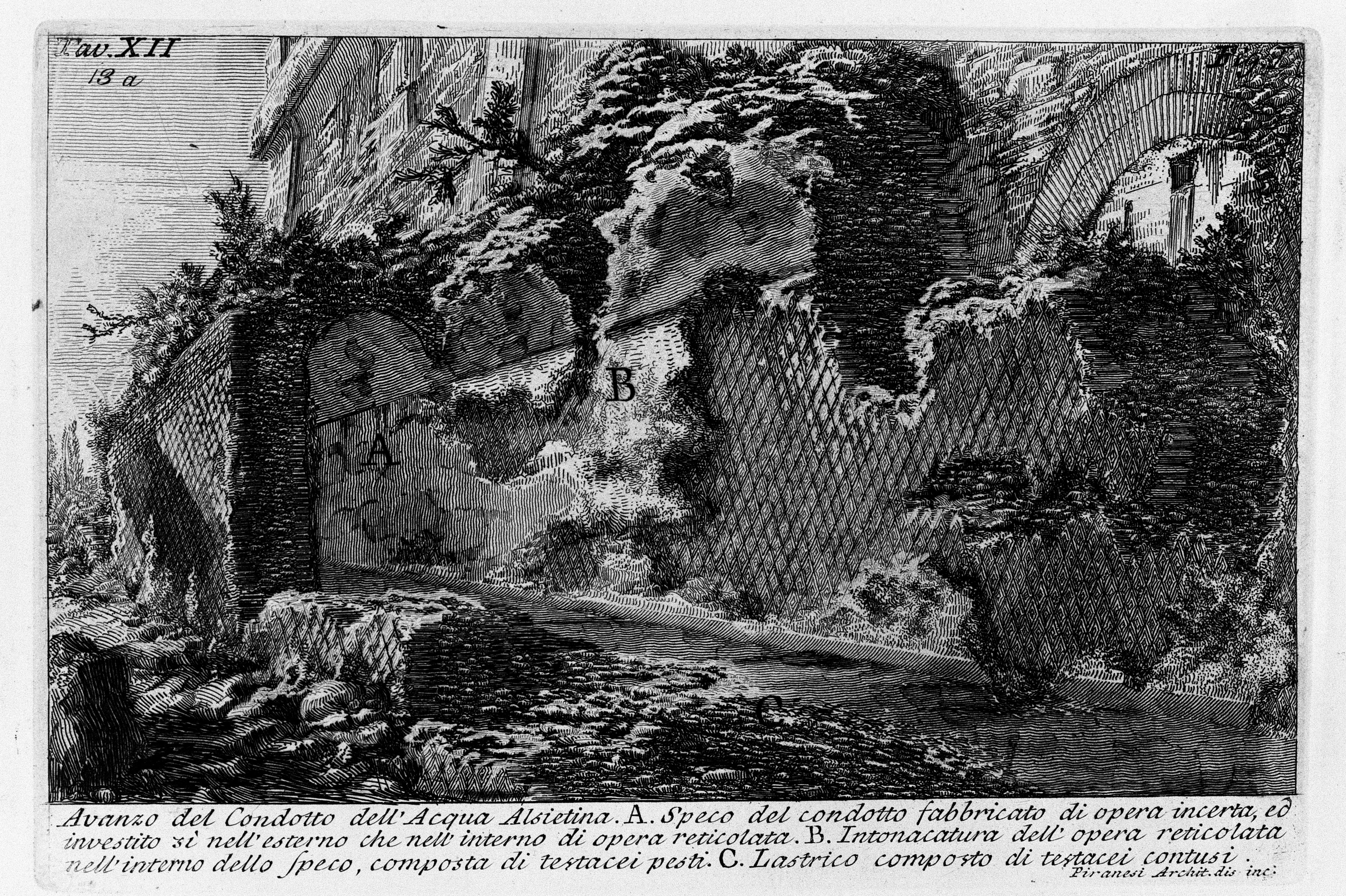
Gravura de Piranesi (séc. XVIII) de um trecho subterrâneo da Água Alsietina.
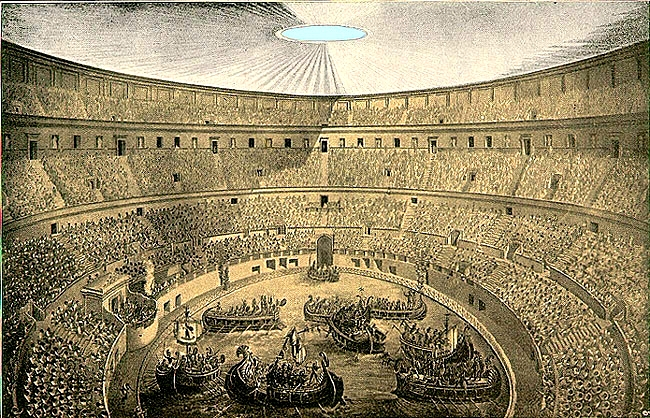
Reconstrução de uma naumaquia no Coliseu.
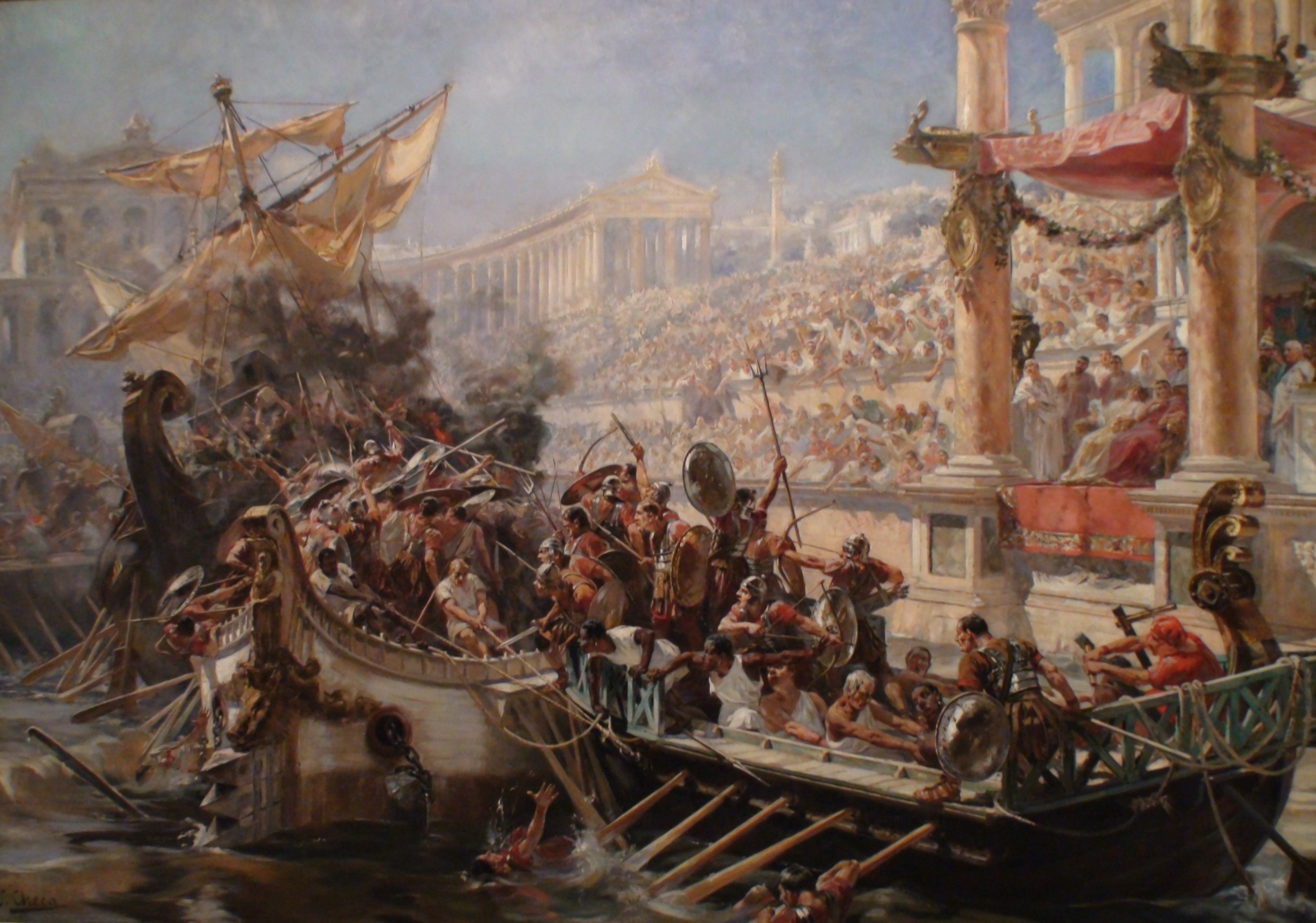
Cena de uma batalha encenada numa naumaquia romana.